# Cymindis cordicollis
Cymindis cordicollis es una especie de coleóptero de la familia Carabidae.

## Distribución geográfica
Habita en Kazajistán y Uzbekistán.